# Броненосець (рід)
Броненосець (Dasypus) — єдиний сучасний рід родини Dasypodidae. 
Вони зустрічаються в Південній, Центральній і Північній Америці, а також на Карибських островах Гренада, Тринідад і Тобаго. Члени Dasypus ведуть одиночний спосіб життя і переважно нічні, щоб уникнути екстремальних температур і хижаків. Вони живуть у численних середовищах існування, починаючи від чагарників і закінчуючи луками, і в основному є комахоїдними.